# 미란다 레이즌
미란다 캐럴라인 레이즌(Miranda Caroline Raison, 1977년 11월 18일 ~ )은 잉글랜드의 배우이다.

## 출연 작품

### 영화
- 매치 포인트 (2005)
- 듀스 비갈로 2 - 유로피안 지골로 (2005)
- 마릴린 먼로와 함께한 일주일 (2011)
- 토마스와 친구들: 잃어버린 왕관 (2013)
- 애프터 데스 (2015)
- 달링 (2017) - 메리 도니 역
- 오리엔트 특급 살인 (2017)
- 아르테미스 파울 (2020) - 앤젤린 파울 역

### 텔레비전
- 에머데일 (2001, 2003)
- 홀비 시티 (2003)
- 스푹스 (2005-09)
- 닥터 후 (2007)
- 아가사 크리스티: 명탐정 포와로 (2008)
- 데스 인 파라다이스 (2011)
- 마법사 멀린 (2011)
- 신드바드 (2012)
- 토마스와 친구들 (2013-20) - 목소리
- 나이트플라이어 (2018)
- 워리어 (2020-23)